# 達勃期
達勃期（たふち、? - 1414年）は、古琉球の南山王国（山南王国）の第4代国王（在位：1413年 - 1414年）。

## 生涯
大里王統・南山王汪英紫の長男。東風平按司であったが、弟の汪応祖が自身を差し置いて南山王に即位したことを妬み、1413年に反乱を起こして汪応祖を殺し、王を称した。しかし、達勃期に従服せずに兵を挙げた各地の按司たちによって攻め滅ぼされた。汪応祖の長男の他魯毎が按司たちによって南山王に擁立された。